# Ernst Leutert (Mediziner)
Ernst Hermann Max Leutert (geboren am 24. November 1862 in Giebichenstein; gestorben am 16. November 1928 in Gießen) war ein deutscher Mediziner, Hals-Nasen-Ohrenarzt und Hochschullehrer.

## Leben und Werk
Ernst Leutert wurde als zweitjüngstes von elf Kindern (von denen fünf sehr früh starben) des Gießmeisters und späteren Fabrikanten Ernst Traugott Leutert (1817–1893) und Auguste Pielenz (1821–1894) in der Provinz Sachsen geboren. Ab 1883 studierte er an der Albert-Ludwigs-Universität Freiburg und der Kaiser-Wilhelms-Universität Straßburg Medizin. Er wurde 1883 im Corps Rhenania Freiburg (x) und 1885 im Corps Palatia Straßburg (xx,xx) aktiv. Als Inaktiver wechselte er an die Friedrichs-Universität Halle.
Mit einer Doktorarbeit bei dem Gynäkologen Paul Zweifel wurde er im Juli 1890 an der Universität Leipzig zum Dr. med. promoviert. Die Ausbildung durchlief er an der Universität Rostock, der Ruprecht-Karls-Universität Heidelberg, der Universität Breslau, der Hessischen Ludwigs-Universität Gießen und der Friedrichs-Universität Halle. Hier beschäftigte er sich erstmals mit der Ohrenkunde (Otologie), für die er sich schließlich an der Albertus-Universität Königsberg habilitierte und zum Privatdozent ernannt wurde. 1901 wurde er zum außerordentlichen Professor der Ohrenheilkunde nach Gießen und 1906 – nachdem er einen Ruf nach Königsberg abgelehnt hatte – zum ordentlichen Professor berufen. Als der Bau einer eigenständigen Ohrenklinik vom Ministerium in weite Ferne rückte, reichte Leutert 1909 sein Entlassungsgesuch ein. Dieser Schritt war nicht nur ein öffentlicher Protest, sondern wegen der angeschlagenen Gesundheit Leuterts, die er auch den unzureichenden Arbeitsbedingungen zuschrieb und die sich nicht bessern würde, notwendig geworden. Er kehrte aber 1914–1916 an die mittlerweile erbaute Ohrenklinik noch einmal als interimistischer Leiter zurück. Eine Woche vor seinem 56. Geburtstag erlag er einem Schlaganfall.
Mit Leuterts Ausscheiden aus dem Staatsdienst 1910 hatte die sechsköpfige Familie die 1884/85 erbaute Villa in der Ostanlage gekauft. Sie heißt seither Villa Leutert und befindet sich heute in städtischem Besitz. Leuterts Tochter Elsbeth heiratete 1920 den Gießener Maler Hellmuth Mueller-Leutert, der diesen Namenszusatz verwendete.

## Schriften (Auswahl)
- Über die anatomischen Veränderungen durch Sublimatintonication. In: Fortschritte der Medizin. Band 13, 1895.
- Die Bedeutung der Lumbalpunction für die Diagnose intracranieller Complicationen der Otitis. In: Münchener Medizinische Wochenschrift. 1897.
- Bakteriologisch-klinische Studien über Complicationen acuter und chronischer Mittelohreiterungen. In: Archiv für Ohrenheilkunde. Band 46, 1899.